# Лоше васпитање
Лоше васпитање (шп. La mala educacion) је шпански филм из 2004. године. Филм је режирао Педро Алмодовар, који је написао и сценарио за филм. Филм је премијерно приказан у Шпанији, 19. марта 2004. Филм је приказан на отварању Канског фестивала 2004, и први је шпански филм коме је указана та част.

## Заплет
Филм прати Енрикеа, младог филмског режисера који живи у Мадриду. Док смишља сценарио за свој нови филм, у посјету му долази младић који се представља као Игнасио, његов другар из дјетињства и прва љубав. Игнасио са собом доноси и кратку причу о времену које су њих двојица провели у католичкој школи и злостављању од стране оца Манола. Све више сумњајући у идентитет младића који се представља као Игнасио, Енрике одлази у Галицију код његове мајке, од које сазнаје да је Игнасио мртав већ четири године, а да је младић који је дошао код њега његов млађи брат, Хуан.

## Улоге
| Глумац               | Улога             |
| -------------------- | ----------------- |
| Гаел Гарсија Бернал  | Анхел/Хуан/Захара |
| Феле Мартинез        | Енрике            |
| Данијел Хименез-Качо | отац Маноло       |
| Љуис Омар            | Мануел            |